# حضارة بولتافكا

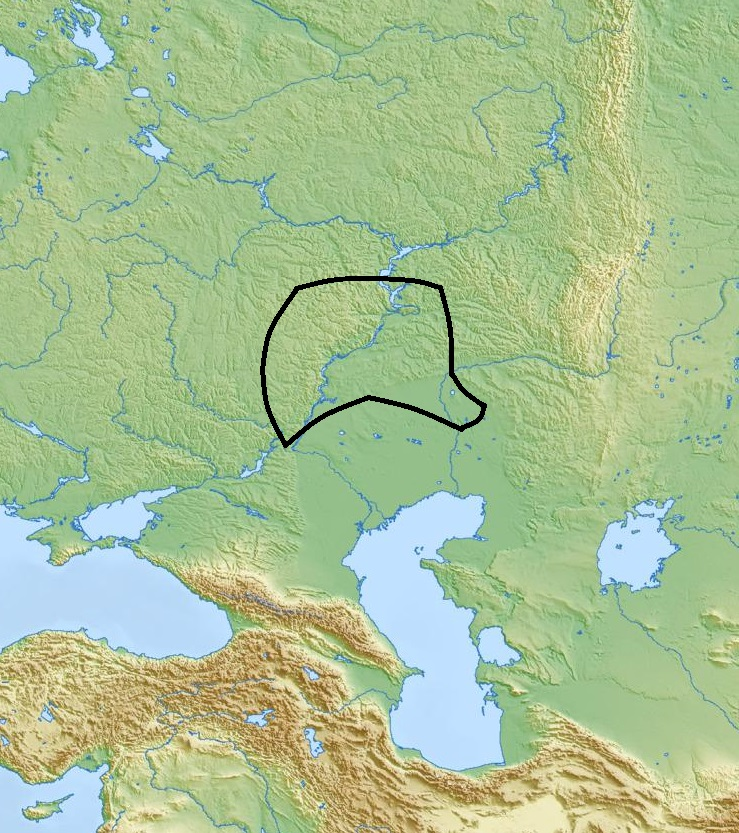

كانت حضارة بولتافكا (بالإنجليزية: Poltavka culture)‏ إحدى حضارات الحقبة ما بين العصر البرونزي المبكر والمتوسط الأثرية، وقد ازدهرت في سهوب فولغا والأورال والسهوب الغابية بين 2700 – 2100 ق.م.
انبثقت حضارة بولتافكا باعتبارها امتدادًا شرقيًا لحضارة يامنايا، مجاورةً حضارة كاتاكومب، إحدى عاقبات يامنايا الأُخَر، في الغرب. اعتُبرت سلفًا للحضارات اللاحقة التي عُرّفت على أنها هندية إيرانية. أثرت حضارة بولتافكا في نشوء حضارات بوتابوفكا، وأباشيفو، وسينتاشتا، وسروبنايا لاحقًا.

## أصولها
بزغت حضارة بولتافكا نحو 2700 ق.م باعتبارها خلَفًا شرقيًا لحضارة يامنايا. كان الخلَف الغربي لحضارة يامنايا حضارة كاتاكومب.
تُعد حضارة بولتافكا، إلى جانب حضارة سريدني ستوغ، وحضارة يامنايا وكاتاكومب، إحدى حضارات السهب الجسري التي تتشارك خواصًا مع حضارة أفاناسيفو في السهب الشرقي.

## توزّعها
ازدهرت حضارة بولتافكا على سهب فولغا – الأورال والسهب الغابيّ. وهيَ معاصرة لحضارة كاتاكومب، التي كانت متموضعة على السهب الجسري إلى جنوبه الغربي. يحتمل أنها وُجدت جنبًا إلى جنب مع حضارة أباشيفو في بعض الأوقات.
يبدو أن حضارة بولتافكا قد امتدت ناحية الشرق طوال فترة وجودها. من المرجح أن رعاة ماشية بولتافكا اكتشفوا مناطق من السهب الكازاخي. وصول شعب بولتافكا إلى السهب الكازاخي مرتبط بالعديد من الابداعات التكنولوجية في المنطقة. اكتُشف خزف بولتافكي في شمال كازاخستان.

## خواصها
تعتبر مستوطنات بولتافكا نادرة للغاية. وتقتصر على الكثبان الرملية في منطقة فولغا الدنيا.
تختلف خزفيات حضارة بولتافكا مسطحة القاع عن شبيهاتها المدببة أو المستديرة من حضارة يامنايا. تشبه نقوش حضارتي سينتاشتا وأندرونوفو التزيينية مثيلاتها من حضارة بولتافكا للغاية.
كان الرعي المتنقل مصدر اقتصاد حضارة بولتافكا، ما يُعتبر استمرارًا لاقتصاد حضارة يامنايا.
اضطلع شعب بولتافكا بعمليات دفن الخيول، وهي عادة موروثة من حضارة يامنايا، وحضارتي خافالينسك وسامارا على التوالي.
تشترك حضارة بولتافكا بالعديد من الخواص مع حضارة سينتاشتا المعاصرة لها. يشمل ذلك الخزف، وأنواع المعدن، والأسلحة، وأضحيات الخيول، وعدة قيادة المركبات والقبور المتشابهة. من الشائع أن تُبنى مستوطنات بولتافكا الجديدة فوق المستوطنات الأقدم منها.

### المعدن
تتميز حضارة بولتافكا عن حضارة يامنايا بالزيادة الملحوظة في العِدانة (علم المعادن). يُرجح أن المعادن كانت تُستخرج من المراكز في جبال الأورال الجنوبية.
يشهد وجود الخواتم الذهبية والفضية والفؤوس البرونزية المماثلة لقريناتها من حضارة مايكوب على التأثيرات شمال القوقازية على حضارة بولتافكا.
يبدو أن حضارة أباشيفو قد نسخت بعض المشغولات المعدنية عن حضارتي بولتافكا وكاتاكومب.

### عمليات الدفن
تُشتهر حضارة بولتافكا بعمليات الدفن في الدرجة الأولى. كانت تُجرى في مقابر على امتداد مصاطب النهر. تختلف قبور بولتافكا اختلافًا طفيفًا عن قبور يامنايا. يُظهر ثلث جماجم شعب بولتافكا آثار ندبات، قاتلة في الغالب.
يحتوي 80 بالمئة من قبور بولتافكا على ذكور. كانت كورغانات بولتافكا تُحاط عادةً بخندق دائري، بداخله قبر منفرد ذو حواف.
كان يُدفن كلا الذكور والإناث موضوعين على جوانبهم اليُسرى أو على ظهورهم فوق فرشة عضوية، ويُدار الرأس ناحية الشرق. كان يُغطى الجسد في بعض الأحيان بالمغرة. كانت تغطية الجسد بالمغرة أقل شيوعًا منها في حضارة يامنايا السابقة. غُطيت حفر الدفن في بعض الأوقات بأغطية خشبية. كانت تُدخل عمومًا في كورغانات حضارة يامنايا.
تتسم مقابر بولتافكا بزيادة في وجود الحلي والأسلحة. يُفسَر هذا كدليل على زيادة التطبق الاجتماعي. تتضمن سلع القبور الأخرى الخزف والصولجانات الحجرية.
يُلحظ في مقابر بولتافكا في منطقة فولغا احتواءها على هراوة نحاسية ضخمة.
أثرت عادات حضارة بولتافكا الجنائزية في عادات حضارة أباشيفو إلى الشمال منها.